# یان ماستنبروک
یان ماستنبروک (هلندی: Jan Mastenbroek; ۵ ژوئیهٔ ۱۹۰۲ – ۲۳ مهٔ ۱۹۷۸) مربی فوتبال اهل هلند بود. وی مربی تیم ملی فوتبال هند شرقی هلند در جام جهانی فوتبال ۱۹۳۸ بوده‌است.